# Willeyia delagoensis
Willeyia delagoensis is een diersoort in de taxonomische indeling van de Hemichordata. Het dier behoort tot het geslacht Willeyia en behoort tot de familie Spengelidae. De wetenschappelijke naam van de soort werd voor het eerst geldig gepubliceerd in 1940 door van der Horst.